# Honda Tadakatsu
Honda Tadakatsu (本多 忠勝?, Honda Tadakatsu; 17 marzo 1548 – 3 dicembre 1610) è stato un generale giapponese.
Chiamato anche Honda Heihachirō (本多 平八郎), divenne anche daimyō del periodo Sengoku, come guerriero era posto sotto il comando di Tokugawa Ieyasu e fu il più importante capo del clan Honda. Viene ricordato come uno dei quattro guardiani del clan Tokugawa (Shitennō-Tokugawa 徳川四天王?)

## Biografia
Nativo della provincia di Mikawa prese parte nella Battaglia di Anegawa (1570) dove in collaborazione con le forze di Oda Nobunaga sconfissero i clan Azai e Asakura comandati da Azai Nagamasa e Asakura Yoshikage.
Per i suoi sforzi fu premiato con gli Han di Ōtaki e Kuwana. Egli ha combattuto più di 50 battaglie fra cui la battaglia di Mikatagahara e la battaglia di Nagashino.
Uno dei momenti più celebri di Tadakatsu arrivò nel 1584 durante la campagna di Komaki. Mentre Ieyasu partiva per combattere le truppe Toyotomi a Nagakute, Tadakatsu notò che Hideyoshi si mise alla guida di un grosso contingente all'inseguimento dei Tokugawa. Con appena 30 o più samurai a cavallo, sfidò le caricò le forze di Hideyoshi con un rapporto di 50 o 60 a 1 dall'altra parte del fiume Shonai. Hideyoshi, sorpreso dall'audacia e dal coraggio di Tadakatsu, ordinò che nessuno ferisse gli assaltatori.
Tadakatsu aveva 57 anni quando prese parte alla battaglia di Sekigahara, comandando solo 500 samurai sul campo. In un accampamento nel campo di guerra del clan Shimazu, il cavallo di Tadakatsu fu abbattuto da una raffica di frecce. Anche Tadakatsu cadde a terra. Fermandosi solo momentaneamente per offrire una breve preghiera per il suo cavallo caduto, ne prese poi un altro da uno dei suoi capitani e continuò a combattere.
Conosciuto come "Il guerriero che superò la morte stessa" poiché non aveva mai subito una ferita significativa, nonostante avesse combattuto in oltre 50 battaglie.
Morì durante il tempo di pace a Edo nel 1610, dopo essersi tagliato la sua mano durante alcuni intagli nel legno. Guardando il suo sangue scorrere da una ferita per la prima volta, decise che la sua vita era finita, e commise seppuku a 63 anni qualche settimana dopo. Venne succeduto dal figlio Honda Tadamasa.